# الاغتصاب في بلجيكا
في عام 2004، وفقًا لبيانات التي صدرت من مكتب الأمم المتحدة المعني بالمخدرات والجريمة، سجلت الشرطة نسبة حالات الاغتصاب في بلجيكا وهي 28.4 فرد لكل 100.000من الأفراد، بينما في عام 2008 وصلت الحالات إلى 29.5 فرد لكل 100.000 من الأفراد. وتعتبر بلجيكا إحدى الدول التي لديها ارتفاع في معدلات الاغتصاب.

## قوانين
تم وضع تعريف للاغتصاب في بلجيكا من مادة رقم 375 من قانون الجنائي وهو «أي عمل من إيلاج الجنسي بأي شكلًا كان وبأي وسيلة كانت ترتكب بدون موافقة الشخص»، ويعتبر كذلك الاغتصاب الزوجي غير قانوني تحت هذا القانون.

بجانب الإجراءات الجنائية، ثمة عواقب من ارتكاب الاغتصاب الزوجي في حالة الطلاق. فدخلت التعديلات الجديدة الخاصة بتنظيم الزواج والطلاق حيز التنفيذ في سبتمبر/ أيلول لعام 2007 ونصت على أن أي زوج عقب حدوث الطلاق سيحصل على نفقة في حالة احتياجه إلى أموال، ولكن إذا ارتكب هذا الزوج اغتصاب أو أي جرائم عنيفة أخرى ضد الزوجة لن يحصل على أي نفقات. وتنص مادة رقم 301 بالآتي:
ترفض المحكمة أن تمنح طلبًا من أجل الحصول على نفقة إذا أثبت المدعي عليه بأن مقدم الطلب قد ارتكب جريمة شنعاء حسمت فيها بأنه من المستحيل الاستمرار بالعيش معًا. ولا يمكن في أي حال من الأحوال بأن نفقة ستعطى للزوج الذي وجد مذنبًا بأي عمل المشار إليه في المواد التالية وهي 375، أو398 حتى 400، أو402، أو 403، أو 405 من القانون الجنائي الذي ارتكب ضد شخصية المدعي عليه أو محاولة ارتكاب عمل ما المشار إليه في المواد التالية وهي 375، أو393، أو394، أو 397 من القانون ضد الشخص نفسه.